# James P. Womack
James P. Womack (* um 1948) ist ein US-amerikanischer Ökonom. Er war Forschungsdirektor des International Motor Vehicle Program (IMVP) am Massachusetts Institute of Technology (MIT) in Cambridge, Massachusetts und ist Gründer und Leiter des Lean Enterprise Institute, einer gemeinnützigen Einrichtung zur Verbreitung und Erforschung des Lean-Gedankens mit dem Ziel, ihn zu „Lean Enterprise“ weiterzuentwickeln.

## Leben
Womack wurde neben Daniel T. Jones bekannt als Co-Autor des 1991 erschienenen Buches The Machine that changed the World (deutsch: Die zweite Revolution in der Automobilindustrie), welches den Begriff Lean-production weltweit bekannt machte. Das Buch wurde in elf Sprachen übersetzt und mehr als 600.000 mal verkauft. Die vorerst letzte, um aktuelle Erfahrungen und Erkenntnisse angereicherte, Auflage erschien 2007.
Womack erwarb seinen Bachelor 1970 in Politische Wissenschaften an der University of Chicago. Seinen Master in Transportsysteme machte er 1975 an der Harvard University. Den Doktorgrad in Politische Wissenschaften erhielt er vom Massachusetts Institute of Technology (MIT) 1982 für eine Dissertation über den Vergleich der Industriepolitik zwischen den USA, Deutschland und Japan.
Von 1975 bis 1991 leitete Womack als Wissenschaftler eine Reihe vergleichender Studien über Produktionspraktiken weltweit, wobei das von der Automobilindustrie mit mehr als fünf Millionen Dollar gesponserte International Motor Vehicle Program (IMVP) die bedeutendste war.
Womack verließ kurz nach Veröffentlichung seines Buches das MIT und gründete das „Lean Enterprise Institute“, das er von 1997 bis 2010 leitete.
Er ist verheiratet und hat zwei Töchter.

## Werke in deutscher Übersetzung
- Mit Daniel T. Jones: Lean Thinking – Ballast abwerfen, Unternehmensgewinne steigern, Frankfurt am Main: Campus 2013, ISBN 978-3-593-39843-3  .
- Mit Daniel T. Jones: Lean Solutions – Wie Unternehmen und Kunden gemeinsam Probleme lösen, Frankfurt am Main: Campus 2006, ISBN 978-3-593-38112-1.
- Mit Daniel T. Jones: Auf dem Weg zum perfekten Unternehmen, Frankfurt am Main: Campus 1997, ISBN 3-593-35674-0.
- Mit Daniel T. Jones und Daniel Roos: Die zweite Revolution in der Autoindustrie: Konsequenzen aus der weltweiten Studie aus dem Massachusetts Institute of Technology, Frankfurt am Main: Campus 1991, ISBN 3-593-34548-X   .